# Waunana anchicaya
Waunana anchicaya is een spinnensoort uit de familie trilspinnen (Pholcidae). De soort komt voor in Colombia en Ecuador.